# Miligam
Miligam hay milligam hoặc milligram (viết tắt là mg) là đơn vị đo khối lượng bằng 1/1000 gam và bằng 10 -6 kg. Chữ mili (viết tắt là m) trong miligam là tiền tố SI viết liền trước các đơn vị trong hệ đo lường quốc tế để chỉ rằng đơn vị này nhân cho 0,001.